# Afrikaanse zwaluwstaartwouw
De Afrikaanse zwaluwstaartwouw (Chelictinia riocourii) is een roofvogel uit de familie havikachtigen (Accipitridae) en het monotypische geslacht Chelictinia. Deze slanke, zwaluwachtige roofvogel komt wijd verspreid voor in Afrika boven de evenaar.

## Kenmerken
De Afrikaanse zwaluwstaartwouw is 30 cm lang en een spanwijdte van 78 cm. De vogel lijkt op een stern door de zilvergrijze bovenkant en de diep gevorkte (grijze) staart. De vogel heeft een wit "gezicht" met een donkere vlek rond het rood gekleurde oog.

## Leefwijze
De vogel jaagt voornamelijk op insecten en spinnen, maar ook op hagedissen en knaagdieren. De zwaluwstaartwouw jaagt door te "bidden" als een torenvalk om daarna in een duikvlucht de prooi te overmeesteren. De vogels broeden en foerageren soms in losse groepen.

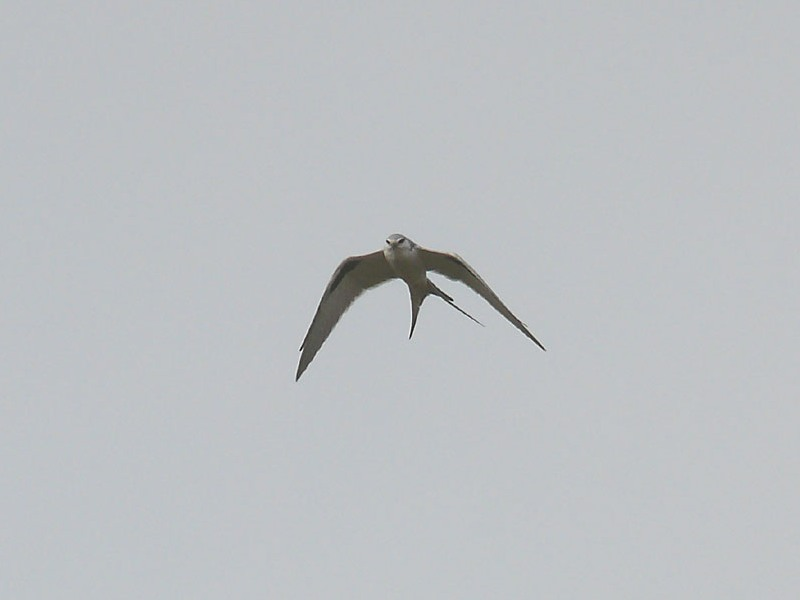
Afrikaanse zwaluwstaartwouw in vlucht
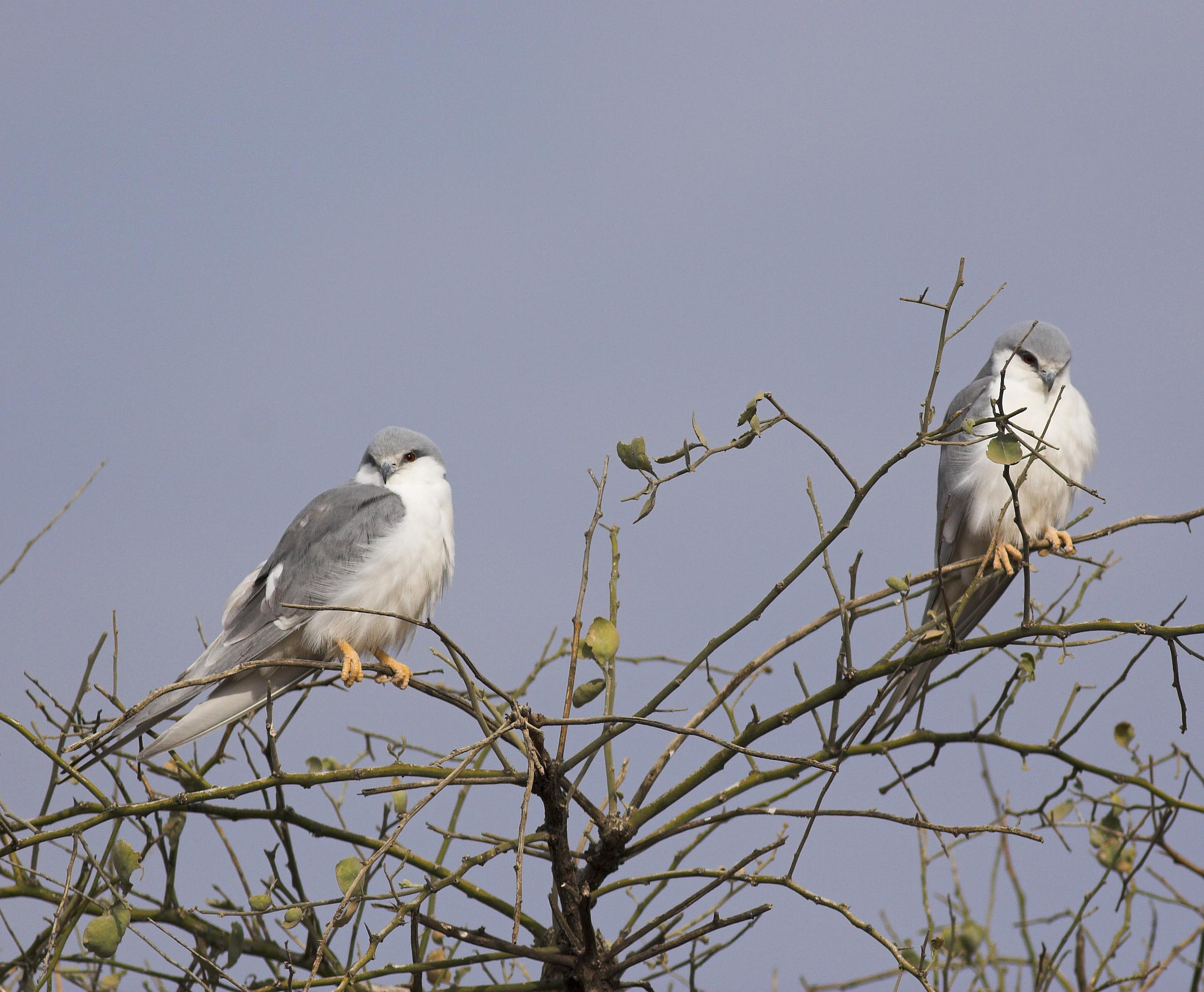

## Verspreiding en leefgebied
De Afrikaanse zwaluwstaartwouw komt voor in een brede zone die loopt van West-Afrika tot Oost-Afrika, met name van Senegal en Gambia tot Somalië en noordoostelijk Kenia in de gordel van steppen en savannes. Het is een vogel van halfwoestijnen die vaak wordt aangetrokken door bosbranden en predeert dan op de insecten en andere dieren die massaal de brand ontvluchten.

## Status
De Afrikaanse zwaluwstaartwouw heeft een groot verspreidingsgebied en daardoor alleen al is de kans op de status kwetsbaar (voor uitsterven) uiterst gering. De grootte van de populatie wordt geschat op 670 tot 6700 volwassen vogels, maar gaat in aantal achteruit door vernietiging van het leefgebied en het gebruik van pesticiden. Echter, het tempo van aantalsvermindering ligt onder de 30% in tien jaar (minder dan 3,5% per jaar). Om deze redenen staat de zwaluwstaartwouw als niet bedreigd op de Rode Lijst van de IUCN.